# Kiều nữ quậy công sở
Kiều nữ quậy công sở (tựa gốc tiếng Anh: Blonde Ambition) là phim điện ảnh hài lãng mạn của Mỹ năm 2007 do Scott Marshall đạo diễn, với sự tham gia của nữ diễn viên Jessica Simpson đóng vai một cô gái từ thị trấn nhỏ chuyển đến thành phố New York và phát triển sự nghiệp thành một nữ doanh nhân. Phim còn có sự góp mặt của Luke Wilson, Paul Vogt và Andy Dick. Phim cũng từng khởi chiếu tại Việt Nam với tựa đề Kiều nữ quậy công sở.